# Hibbertia ulicifolia
Hibbertia ulicifolia är en tvåhjärtbladig växtart som först beskrevs av George Bentham, och fick sitt nu gällande namn av Judith Roderick Wheeler. Hibbertia ulicifolia ingår i släktet Hibbertia och familjen Dilleniaceae. Inga underarter finns listade i Catalogue of Life.